# Kalindi
Kalindi és un riu distributari del riu Jamuna a Bangladesh, districte de Khulna. Se separa del Jamuna a Basantpur, i corre cap al sud vers els Sundarbans, desaiguant al Raimangal a 22° 07′ N, 89° 05′ E / 22.117°N,89.083°E. Una derivació del Kalindi comunica amb el Kaligachhi i l'Atharabanka als Sundarbans.